# Al-Salif
Al-Salif (in arabo السالف‎?) è una città dello Yemen sulla costa del governatorato di al-Hudayda.  Si trova in una baia di un promontorio che è parte del più vasto golfo di Kamaran. Al-Salif è nota per i suoi grandi giacimenti di sale.